# Wesley Stacey
Wesley Stacey (1941 – 9. února 2023) byl australský fotograf a fotožurnalista, který byl spoluzakladatelem Australian Center for Photography. Svá díla často vystavoval, mimo jiné v Serpentine Gallery v Londýně, Art Gallery of New South Wales a retrospektivu v National Gallery of Australia v roce 1991, jeho práce byly shromážděny NGA, National Gallery of Victoria a AGNSW.

## Mládí
Narodil se ve Fairlight v Sydney v Novém Jižním Walesu v Austrálii Alici Steele a Edwardu Wesleyovi, bankovnímu úředníkovi, který byl anglickým migrantem a takzvaným nedělním (amatérským) malířem. Jeho sestra Sandra se narodila o dva roky později. Rodina se přestěhovala mezi severní předměstí Manly, Balgowlah a Cammeray a v roce 1953 se jeho rodiče rozešli a on žil se svým otcem, babičkou a sestrou v Cammeray. V letech 1953–1955 navštěvoval tři roky internátní školu Trinity Grammar Boarding School a tam, podporován svou matkou a bratrancem Davidem Staceym, začal fotografovat, konstruovat a používat dírkovou komoru a box Brownie. V posledních letech školní docházky v letech 1954-1956 šel Wesley na střední školu Mosman Intermediate High School, kterou ve svých patnácti letech úspěšně dokončil.
V letech 1957 až 1959 byl „Wes“ Stacey učněm sítotiskaře a v roce 1960 si založil vlastní temnou komoru a studoval kreslení a design na East Sydney Technical College, zatímco pracoval jako asistent grafického designéra ABC TV. Po ukončení studií v roce 1962 pokračoval v práci na designu a fotografii v Sydney a oženil se s Barbarou (rozenou Wilsonovou) a pronajal si dům v Lewishamu. Ve svých třiadvaceti letech v roce 1964 uspořádal svou první výstavu fotografií; třináct velkých černobílých tisků A Showing of Photographic Panels v Goldstein Hall na University of New South Wales. Dílo silně dokládalo jeho křesťanskou víru a církevní aktivity a jeho zájem o expresionistického malíře Sidneyho Nolana a krajináře Russella Drysdalea. Na podzim roku 1964, když si vzal dlouhou služební dovolenou v ABC, nastoupil s Barbarou na palubu Canberry, aby odpluli do Anglie, kde byl zaměstnán v BBC TV (1964–66), během které fotografoval krajinu a architekturu Anglie a Walesu.
V roce 1968 se Stacey vrátil, aby „našel své australské kořeny“ a připojil se k časopisům Garetha Powella Chance a POL v Sydney, poté až do roku 1976 působil na volné noze jako komerční fotograf se specializací na architekturu, cestování, životní prostředí a dědictví.
V roce 1973 Stacey s fotografem Davidem Moorem pracovali v původním výboru pro plánování a založení Australského centra pro fotografii v Sydney.

## Architektonická fotografie
Stacey s architektem Philipem Coxem vedli rozsáhlý projekt na podporu zachování australské koloniální architektury ve venkovských a městských oblastech jako součást zvyšování povědomí členů australské National Trust, kteří se zabývají historií australské architektury. Publikace Rude Timber Buildings in Australia od Philipa Coxe a J.M. Freelanda s fotografiemi Staceyho se soustředila na venkovské budovy postavené výhradně ze dřeva, heroické stavby, jako jsou obří boudy na vlnu v západním Novém Jižním Walesu. O knize a jejich pokračováních Cox poznamenává:
Kniha odhalila, že australské dědictví v nejhrubších a nejzákladnějších budovách vybízelo k přirovnání k evropským katedrálám. Robustní a přesto elegantní; jednoduché v konceptu a přesto složité; skromné, ale skličující: prostorově měly mít tyto stavby hluboký vliv na architekty hledající skutečně australský charakter. Zde byla australská vlastní dórská architektura. Tato publikace byla první ze série knih zkoumajících australské lidové tradice, všechny byly dokončeny ve spolupráci s fotografem Wesleym Staceym. The Australian Homestead zkoumala vývoj tradičního typu usedlosti od nejstarších georgiánských dob až po vysoce viktoriánské architektuře a dále. Kniha demonstrovala konzistenci lidového modelu a to, jak reagoval na vlivy „vysokého“ stylu. Historic Towns of Australia se zabývala vývojem městské formy, vývojem opásaného [sic] městského plánu s jeho hlavní ulicí a reakcemi na životní prostředí obecně. Další knihy zahrnovaly Building Norfolk Island, která dokumentovala historii a obnovu georgiánského osídlení Kingstonu, původně postaveného jako trestanecká kolonie zahrnující nejzákladnější gruzínskou palladiánskou architekturu. Obnova starých australských domů a budov mezitím poskytla pokyny pro zachování a restaurování australské architektury.
Knížka The Australian Homestead (1972) na fotografiích a v textu dokumentovala rozmanité a významné koloniální stavby a zprostředkovala přehled bohatého dědictví australských staveb z devatenáctého století. Všechny fotografie pro publikaci později získala Národní knihovna. Helen Ennisová k fotografií Staceyo poznamenala;
...kvalita pozornosti věnovaná budovám a jejich areálům, zejména ve venkovském prostředí. Představuje řadu úhlů pohledu, uvádí usedlosti do souvislostí v dráždivých dlouhých záběrech, používá exteriérové a interiérové záběry a poskytuje nádherné detailní záběry architektonických detailů. Stacey má zvláštní radost z použitých forem konstrukce, viz například fotografie pořízené v interiéru...

## The Road
Stacey se přestěhoval na dolní jižní pobřeží Nového Jižního Walesu, fotografoval pro vládní poradní výbor pro veřejné lesy na jižním pobřeží a cestoval po Austrálii a fotografoval pro publikační a výstavní projekty, včetně seriálu The Road, pro který používal deníkový levný formát Kodak Instamatic typu point-and-shoot 110, který byl nově uveden na australský amatérský trh v roce 1973. Instalace, vystavená v Australském centru fotografie v roce 1975 , obsahovala sedmnáct vodorovných pásů strojově tištěných tisků Kodacolour velikosti momentky; dvě stě osmdesát snímků pořízených jednou rukou ze sedadla řidiče Staceyho dodávky Kombi na cestách napříč Austrálií v letech 1973 až 1975 a spojených jako filmový pás do dlouhých horizontálních sekvencí, uspořádaných chronologicky nebo tematicky. John Szarkowski, kurátor fotografie v Muzeu moderního umění v New Yorku, který výstavu navštívil, aby poradil se založením The Australian Center for Photography, považoval Staceyho dílo za „nejradikálnější věc, kterou v Austrálii viděl“. Následně bylo prohlášeno za mezník práce kurátora fotografie Galerie umění Nového Jižního Walesu Gaela Newtona a Davida Moora. Bylo to zároveň se současnými konceptuálními díly Roberta Rooneyho v Melbourne.

## Domorodý aktivismus prostřednictvím fotografie
Stacey také spolupracoval s domorodým aktivistou Guboo Tedem Thomasem a Australským institutem domorodých studií dokumentujících místa dědictví Prvních národů. Sedmdesátá léta byla dekádou, kdy se ve veřejných galeriích ve východních státech Austrálie začala zakládat fotografická oddělení a zároveň se někteří dokumentární fotografové zapojili do mezikulturních vztahů s domorodci, kteří byli politicky uvědomělí v otázkách sebeurčení, což zpochybňovalo vládní paternalistická kontrola zdravotních, právních, ubytovacích a dalších základních služeb; a pozemková práva, protože na rozdíl od Nového Zélandu neexistovala žádná smlouva mezi prvními bílými osadníky a Prvními národy. Toto hnutí v roce 1972 postavilo ambasádu Aboriginal Tent Embassy poblíž parlamentu v Canbeře. Mezi pravidelnými pochody za pozemková práva, které noviny a nezávislí fotoreportéři dokumentovali se souhlasem domorodých vůdců, kteří znali hodnotu dobrých snímků pro jejich věc.
Uprostřed hlučných protestů za práva na půdu na hrách Brisbane Commonwealth Games reprezentující tuto vlnu změn byla Ambasáda ve stanu: Obrazy domorodé historie na černobílých fotografiích v pavilonu Bondi. Narelle Perroux a Stacey vybrali 114 fotografií od dvaceti devíti fotografů, přičemž vedle sebe postavili kopie antropologických fotografií z viktoriánské éry a fotografií z mise z počátku dvacátého století z knihoven a vládních agentur proti snímkům ze života současných Prvních národů a jejich protestů z novinových zpráv. Také od nepůvodních fotografů, jako je Michael Gallagher, anglická fotožurnalistka Penny Tweedie (současně vystavující v ACP) a aktivistická fotografka Juno Gemesová (jejíž samostatná výstava byla tehdy vystavena v Hogarth Galleries). Výstava putovala nejprve do nákupního centra Woden v Canbeře a poté během týdne Národního výboru pro dodržování dne domorodců (NADOC) v Australském institutu domorodých studií a studií o obyvatelích ostrova Torres Strait, který archivuje snímky.
Následující rok vydala domorodá aktivistka Marcia Langtonová k výstavě knihu, doplněnou obsahem, který Palmer a Jolly nazývají „vášnivým textem, který pod fotografiemi běžel v krátkých staccatových kouscích“. Jak Catherine De Lorenzo poznamenává: „byla navržena tak, aby nenechala žádného diváka přemýšlet o smyslu výstavy.“  Pouze jeden z fotografů zapojených do projektu, Langton, byl domorodý, což Catherine De Lorenzo považuje za „stejně odrazem nerovného přístupu ke vzdělání a zdrojům, jako je důkazem silného odhodlání sektorů osadnické populace směrem ke spravedlivějšímu společnost;“ Tweedie, Gemes, Jon Rhodes a mnoho dalších se Stacey „vytvářeli novou vizuální poetiku v rámci politiky aktivistů“.

## Pozdní kariéra
Od roku 1993 Stacey nadále žil na dalekém jihovýchodním pobřeží a začal používat panoramatický fotoaparát pro černobílé a barevné krajiny a oblohy v Austrálii, Itálii, Japonsku, Koreji, Bretani a Anglii.
Wesley Stacey zemřel doma na jižním pobřeží Nového Jižního Walesu 9. února 2023.

## Ocenění
- 1981: Australia Council Grant pro pokračování ve fotografování na jižním pobřeží
- 1993: Federální vládou uděleno australské umělecké stipendium

## Sbírky
- Národní galerie Austrálie, Canberra
- National Portrait Gallery, Canberra[12]
- Regionální galerie umění Albury
- Galerie umění Nového Jižního Walesu, Sydney
- Australský institut domorodých studií a studií ostrovanů Torres Strait, Canberra
- Australská národní knihovna, Canberra
- Národní galerie Victoria, Melbourne

## Výstavy

### Samostatné
- 1964 Photographic Expression, University of New South Wales, Sydney
- 1965 Australská lidová architektura, Royal Institute of British Architects, Londýn
- 1973 Towards A Self Portrait, Brummels Gallery, Melbourne
- 1975 The Edge, National Gallery of Victoria, Melbourne a Coventry Gallery, Sydney
- 1975 The Road, Australské centrum pro fotografii, Sydney
- 1990 Signing The Land, Canberra School of Art, Canberra[13]
- 1991 The Photographs of Wesley Stacey, National Gallery of Australia, Canberra[1]
- 1993 To the bright plain, Christine Abrahams Gallery, Melbourne
- 1994 Landscapes for Peace (Krajiny pro mír): Chrám Kiyomizu, Kyoto, Japonsko
- 1995 Landscapes for Peace: Galerie Shinsegae Dongbang, Soul, Korea
- 1996 Landscapes for Peace: Christine Abrahams Gallery, Melbourne

### Skupinové
- 1967 The Australian Nude, Galerie A, Sydney a Melbourne
- 1972 Kings Cross, Žlutý dům, Sydney a galerie A, Melbourne / Přátelé, Brummels Gallery, Melbourne
- 1974–9 Nedávná australská fotografie, Asijské turné
- 1979 Zákon přichází z hory, domorodá putovní výstava
- 1980 Australská sbírka fotografického průmyslu, Festival v Sydney
- 1981 Sydney Focus I Melbourne Shift, Victorian College of the Arts
- 1981 The Developed Image Gallery, Adelaide
- 1981 Mumbulla-Spiritual-Contact, Australská národní knihovna, Canberra a budova parlamentu a The Australian Museum, Sydney
- 1981 Land Marks, Victorian College of the Arts, Melbourne
- 1981 Eureka!, australští umělci, Serpentine Gallery, Londýn
- 1981 Nová barevná fotografie, Australské centrum pro fotografii, Sydney
- 1982 Australian Wilderness, University of NSW, Sydney
- 1982 After The Tent Embassy, putovní výstava
- 1983 Australian Perspecta, Art Gallery of NSW, Sydney
- 1983 Z jiného kontinentu - Sen a skutečnost, Paříž, Francie
- 1983 Nedávná barevná fotografie, Národní galerie Austrálie, Canberra
- 1983 Dekáda australské fotografie, Australian Center for Photography, Sydney
- 1983 Starý kontinent - Nová budova, cestování po Evropě a Americe
- 1985 CSR Photography Project, Queensland Art Gallery, Brisbane
- 1987 Fotografie v 70. letech 20. století, Národní galerie Austrálie, Canberra
- 1988 Obrázky a předměty, Aeroporto di Roma, Itálie
- 1988 Shades Of Light, Národní galerie Austrálie, Canberra
- 1993 Critic's Choice, Art Gallery of New South Wales, Sydney
- 1995 On The Edge, australští fotografové, San Diego Museum of Art, USA
- 1997 Site and Sensibility, Artbank Selection, SH Ervine Gallery, Sydney
- 1997 Prakticky umění, Mary Place Gallery, Sydney
- 1998 Cars and Cultures, Powerhouse Museum, Sydney
- 1999 What is this thing called photography?, Galerie umění NSW, Sydney
- 2000 Selected Panoramics, Australian Photographic Society Conference, Canberra

## Spoluautorské publikace
- COX, Philip. Rude timber buildings in Australia. Wesley Stacey, J. M. Freeland. London: Angus & Robertson, 1980. Dostupné online. ISBN 0-207-14149-5. OCLC 27497498[14]
- COX, Philip Sutton. Building Norfolk Island. Wesley Stacey. Melbourne: Thomas Nelson (Australia), 1971. Dostupné online. ISBN 0-17-001954-3. OCLC 235931
- ELLIS, Rennie. Kings Cross Sydney; a personal look at the Cross,. Wesley Stacey. [Melbourne]: [Thomas] Nelson [(Australia)], 1971. Dostupné online. ISBN 0-17-001964-0. OCLC 287100
- COX, Philip Sutton. The Australian homestead. Wesley Stacey. Melbourne: Lansdowne, 1972. Dostupné online. ISBN 0-7018-0406-8. OCLC 667521
- COX, Philip Sutton. Historic towns of Australia. Wesley Stacey. Melbourne: Lansdowne, 1973. Dostupné online. ISBN 0-7018-0184-0. OCLC 1103484
- The Artist craftsman in Australia, aspects of sensibility.. Wesley Stacey, Fay Bottrell. Crows Nest, N.S.W.: Jack Pollard, 1972. Dostupné online. ISBN 0-909950-24-5. OCLC 707855
- STACEY, Wesley. Country towns. John, active Ross. South Melbourne, Vic.: Macmillan, 1975. Dostupné online. ISBN 0-333-17568-9. OCLC 2508597
- WILLIAMS, Eleanor Mary. Timeless gardens. Wesley Stacey. Lilydale, Vic.: Pioneer Design Studio, 1977. Dostupné online. ISBN 0-909674-07-8. OCLC 4641262
- WILLIAMS, Max. Baronda. Wesley Stacey. Bermagui South, N.S.W.: Williams/Stacey, 1977. Dostupné online. ISBN 0-9596511-0-1. OCLC 5027488
- COX, Philip Sutton. Australian colonial architecture. Clive Lucas. Melbourne: Lansdowne Editions, 1978. Dostupné online. ISBN 0-7018-0404-1. OCLC 6195670
- NATIONAL LIBRARY OF AUSTRALIA; THOMAS, Guboo Ted; STACEY, Wesley. Mumbulla - spiritual contact : photographic show from the South Coast Aborigines. Canberra: National Library of Australia, 1981.
- LANGTON, Marcia. After the tent embassy : images of Aboriginal history in black and white photographs. [Place of publication not identified]: Valadon Pub, 1983. Dostupné online. ISBN 0-9594202-3-1. OCLC 11091119